# Pasur
Pasur è una suddivisione dell'India, classificata come town panchayat, di 3.852 abitanti, situata nel distretto di Erode, nello stato federato del Tamil Nadu. In base al numero di abitanti la città rientra nella classe VI (meno di 5.000 persone).

## Geografia fisica
La città è situata a 11° 14' 10 N e 77° 51' 27 E.

## Società

### Evoluzione demografica
Al censimento del 2001 la popolazione di Pasur assommava a 3.852 persone, delle quali 1.978 maschi e 1.874 femmine. I bambini di età inferiore o uguale ai sei anni assommavano a 295, dei quali 133 maschi e 162 femmine. Infine, coloro che erano in grado di saper almeno leggere e scrivere erano 2.176, dei quali 1.293 maschi e 883 femmine.